# The Pool
The Pool (Der Tod feiert mit - Swimming Pool) è un film horror prodotto in Germania nel 2001, diretto da Boris von Sychowski, con Kristen Miller, Elena Uhlig, Thorsten Grasshoff, John Hopkins, Isla Fisher, Jason Liggett e James McAvoy.

## Trama
Per festeggiare il conseguimento del Diploma di Maturità, un gruppo di tredici studenti del Liceo Internazionale di Praga decide di organizzare una megafesta presso la piscina comunale della città. L'idea di ambientare l'evento lì è di Gregor, il più carismatico del gruppo, che, assieme all'amico Martin, abile a bypassare programmi e circuiti, riesce a far entrare gli amici di notte, dopo la chiusura dell'impianto. Abbandonatisi al fascino del proibito, fra alcool, sesso e bagordi, gli amici dovranno presto fare i conti con uno spietato serial killer, che trasformerà la divertente serata in un bagno di sangue.